# Adidas

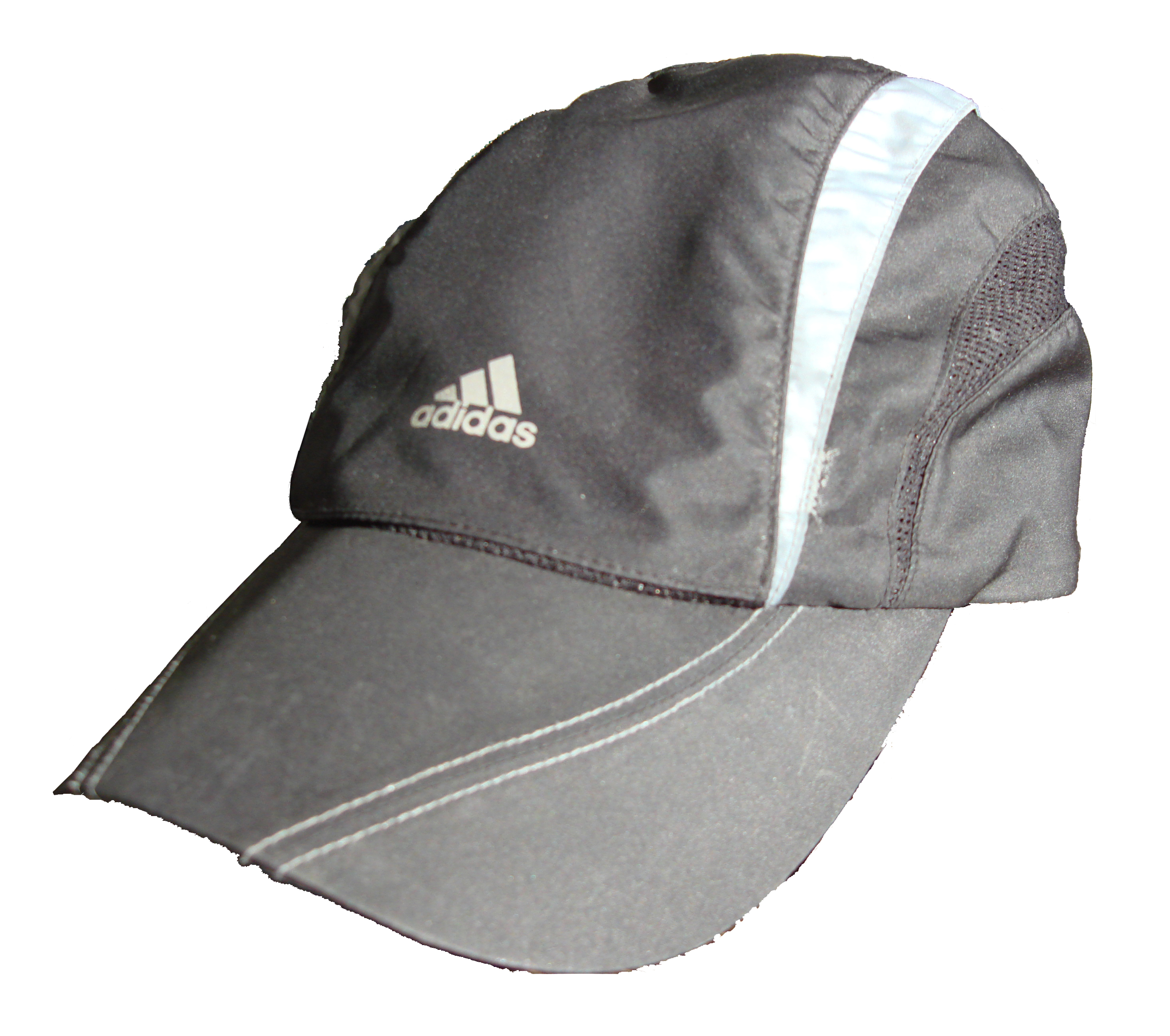
Adidas baseballkeps.

Adidas AG (skrivet adidas sedan 1949) är ett tyskt multinationellt företag som tillverkar kläder och skor för en rad olika sporter och vardagligt bruk. Företaget grundades som skotillverkare i Herzogenaurach i Tyskland 1948.

## Historia

### Bröderna Dassler
Det började redan under 1920-talet då bröderna Adolf Dassler ("Adi") och Rudolf Dassler tillsammans började tillverka skor och snabbt fick framgångar. 1924 grundade bröderna Gebrüder Dassler Schuhfabrik Herzogenaurach. Samma år hade man 12 medarbetare och tillverkade dagligen runt 50 par skor. 1925 tillverkade Dassler sina första fotbollsskor. 1927 hade antalet medarbetare ökat till 25 och man tillverkade 100 par skor per dag. Den första fabriken stod klar.                   
År 1932 tog den tyske friidrottaren Arthur Jonath brons på 100 meter med Dassler-skor. Under 1930-talet växte företaget trots lågkonjunkturen. 
I maj 1933 gick båda bröderna Dassler, Rudolf och Adolf, med i Nationalsocialistiska arbetarpartiet. De såg en möjlighet att sälja skor inom Hitlerjugend samt att få företaget att växa. De var sedan medlemmar genom hela andra världskriget.
Vid OS 1936 firade bröderna Dassler stora framgångar med flera av spelens mest framgångsrika idrottare iförda skor från företaget. 1932 träffade Adi Dassler sin fru Käthe som kom att spela en viktig roll i företaget.

### Adidas skapas
Efter kriget beslagtog den amerikanska armén fabriken. Dassler fick i uppdrag att tillverka skridskor. 1947 upphörde den amerikanska arméns styre över företaget och i samma veva beslutade bröderna Rudi och Adi Dassler att gå skilda vägar. Rudi Dassler startade ett eget bolag, Puma. Adidas grundades av Adi Dassler 1949 som Adi Dassler adidas Sportschuhfabrik. Firmanamnet kommer från Adi Dassler som helt enkelt tog de tre första bokstäverna i sitt smeknamn och efternamn och satte ihop dem till Adidas. Den 1 september 1949 blev de tre banden, die drei Streifen, registrerat varumärke. 1952 var Adidas med vid de olympiska spelen i Helsingfors. Emil Zátopek, spelens gigant, sprang i skor från Adidas. Adidas har idag produkter inom många idrotter – huvudinriktningen är fotboll där företaget länge var dominerade och fortfarande tillhör de stora. Adidas är ett av världens största märken inom sportklädesindustrin och finns över hela världen.

### Uppgång till världsföretag
1954 var ett av de viktigaste åren för Adidas. Västtysklands fotbollslandslag vann VM i fotboll för första gången. Adi Dassler låg bakom de skruvdobbar som för första gången användes av det västtyska landslaget. Möjligheten att använda olika dobbar beroende på väderförhållandena blev till en stor fördel för det västtyska laget i finalen och revolutionerade fotbollsskorna och bidrog till Adidas roll som marknadsledare. 1954 tillverkade man 450 000 par skor.
1959 öppnades den andra fabriken i Tyskland och den första i Frankrike. Vid OS i Rom 1960 blev Wilma Rudolph den stora stjärnan och vann i spikskor från Adidas. Adidas dominerade spelen då 75 % av idrottarna bar Adidas. Vid samma tid började man tillverka sportkläder och fotbollar. 1962 började företaget använda de tre strecken på kläder. Under 1960-talet fick man enorma framgångar sedan man satsat på USA-marknaden. Försäljningen exploderade där och Adidas blev dominant på marknaden. Adidas lyckades inte bara bli en av de stora i väst, utan kunde också etablera sig på andra sidan järnridån. Det var Adi Dasslers dotter som låg bakom Adidas kontrakt med östblocksländerna, då hon kunde tala flytande ryska vilket förenklade relationerna.

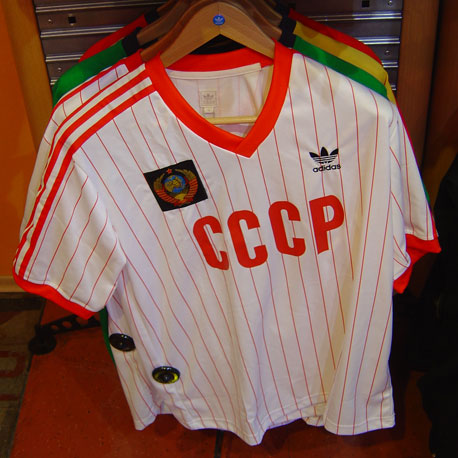
En del av Adidas Original-sortimentet: Nytillverkad kopia av Sovjetunionens landslagströja i fotboll.

Under 1970-talet hårdnade konkurrensen på marknaden när nya konkurrenter startade med Nike som den stora utmanaren. Adidas hade sedan tidigare stark konkurrens från Puma. Sonen Horst Dassler tog över delar av företagsledningen 1976, ett år då Adidas tillverkade 45 miljoner par skor. När Adi Dassler avled 1978 tog Horst Dassler tillsammans med modern Käthe Dassler över ledningen av företaget. Adidas Copa Mundial, världens mest sålda fotbollssko, lanserades av Adidas 1979 och togs fram för VM i fotboll 1982.

### Kris och omstrukturering
1980-talet förde med sig att Nike gick om Adidas och tog över på den viktiga USA-marknaden. Adidas lönsamhet minskade och man inledde omstruktureringar av företaget. Ett stort problem var raset på USA-marknaden där man gick från 70 % av sportskomarknaden till 2,5 %. 1987 avled plötsligt Horst Dassler. Fram till 1987 var Adidas ett familjeägt företag. Systrarna Dassler valde att sälja sina andelar i företaget och 1990 tog Bernard Tapie över Adidas. Chef för Adidas var då René Jäggi. Tapies tid kantades av förluster och fortsatta problem för företaget att hänga med i konkurrensen. Tapie tvingades sälja sina andelar i Adidas då han hade stora skulder.

1993 blev Robert Louis-Dreyfus ny Adidaschef och inledde omstruktureringen av företaget. Dreyfus engagerade sig personligen när man ingick strategiska avtal med klubbar som AC Milan, Real Madrid och Bayern München. Dreyfus drev också igenom satsningen på retrokollektioner och återkomsten på den amerikanska marknaden. Under 1994 vände den negativa trenden och Adidas ökade kraftigt sin omsättning och vinst. 17 november 1995 börsnoterades Adidas, som aktie DE000A1EWWW0 med förkortningen ADSG.F på Frankfurtbörsen. 1998 noterades Adidas på DAX som ett av den tyska börsens 30 största företag. 1997 fusionerade man sig med franska Salomon och bildade Adidas-Salomon AG. Salomon såldes till Amer Sports i oktober 2005. Adidas bytte sedan namn till adidas AG. 1999 flyttade Adidas in i det nya huvudkontoret World of Sports i Herzogenaurach. Det nya huvudkontoret är den före detta amerikanska militärbasen i Herzogenaurach. 2006 genomfördes en aktiesplit 4:1, och samma år köptes Reebok.

### Dagens Adidas

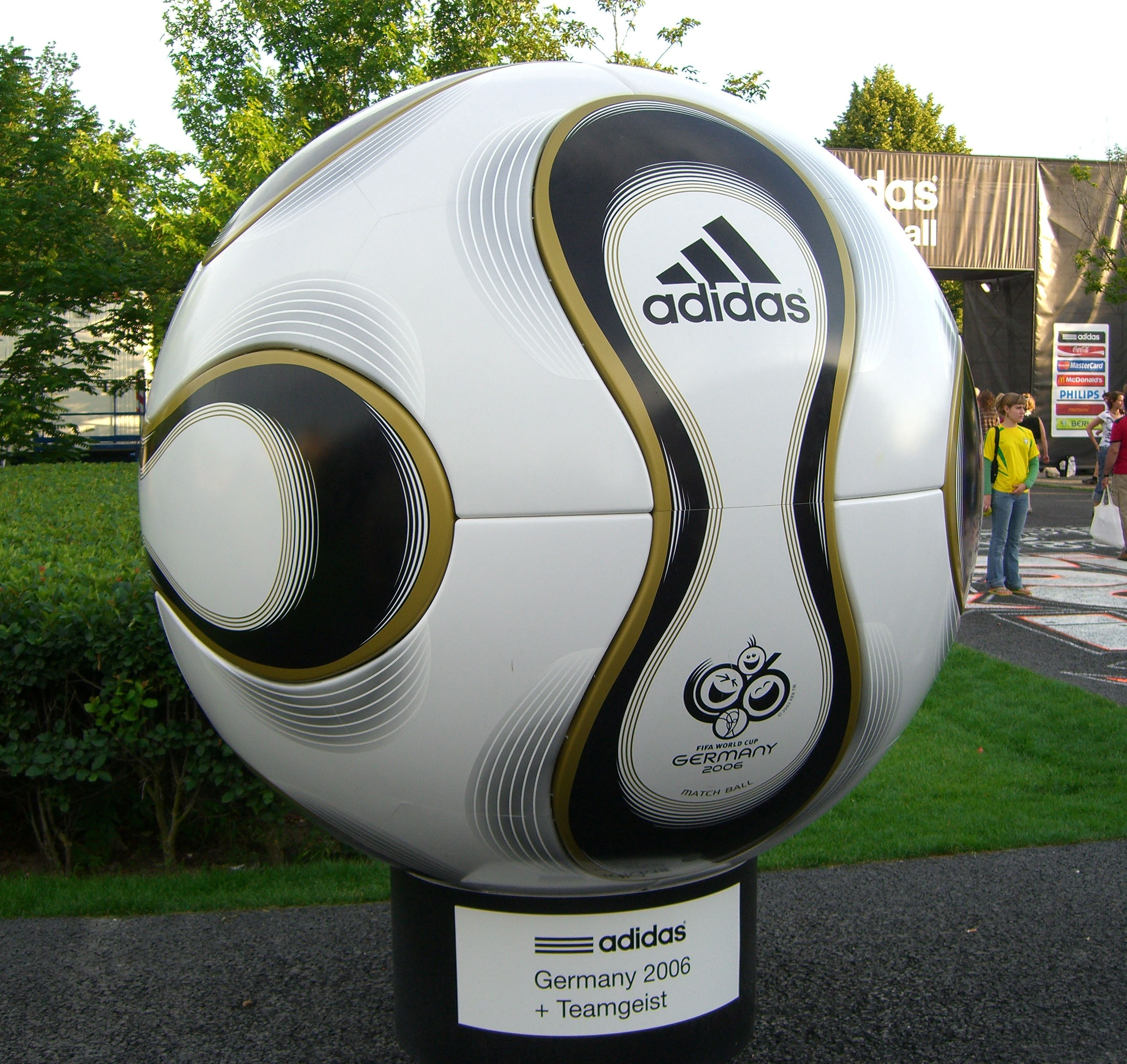
+Teamgeist, officiell matchboll vid VM i fotboll 2006.

Idag[när?] har man huvudsakligen valt att satsa på två företagsgrenar: Original och Performance. Original är företagets retrokollektioner med nytillverkning av gamla modeller alternativt nya modeller med inspiration från gamla modeller. Performance är namnet för Adidas tillverkning för dagens idrottsmän och konsumenter med en modern prägel kontra Original-serierna. Man har också haft samarbeten med klädskapare som Stella McCartney och Yohji Yamamoto (med klädlinjen Y-3) för att stärka sin ställning inom sportmode. Adidas stylie är den tredje grenen med designade kläder, av vilka vissa inte är sportrelaterade. Under senare år[när?] har man i marknadsföringssyfte inte bara tecknat avtal med fotbollsspelare som David Beckham utan även med musikstjärnor som Missy Elliott, vilket visar på företagets vilja att vara med i flera segment.
2001 gick Adidas in och köpte 10 % av aktierna i Bayern München vilket visar de starka banden mellan Adidas och Bayern München som går långt tillbaka i tiden. Adidaschefen Herbert Hainer sitter med i FC Bayern Münchens styrelse. Samtidigt förlängdes sponsorsavtalet till 2010. 2002 öppnade en ny koncerncentral för den nordamerikanska marknaden i Portland, Oregon.
3 augusti 2005 meddelade Adidas att man köper amerikanska Reebok för motsvarande 3,1 miljarder euro. Med sammanslagningen ämnar man ta upp konkurrensen mot den ledande aktören inom sportklädessegmentet, Nike. Reebok har traditionellt haft en relativt stor marknadsandel på den nordamerikanska marknaden, och med uppköpet räknar Adidaskoncernen att bli en starkare spelare i detta område. Tidigare samma år såldes dock märket Salomon till Amer Sports.
2006 innebar en storsatsning på fotboll då Adidas var en av sponsorerna för VM i fotboll i Tyskland. Adidas byggde bland annat upp Adidas World of Football framför riksdagshuset i Berlin. En tillfällig arena uppfördes för att marknadsföra Adidas med fotbollsmatcher under dagarna och visning av VM-matcher på kvällarna. Adidas levererade den officiella matchbollen +Teamgeist och hade stora försäljningsframgångar med repliktröjor som sålde som aldrig förr. Adidas har även gjort satsningar i England där man bland annat är leverantör till Chelsea FC.
Adidas tillverkade 2013 fyra nya modeller av fotbollsskor. F50 adizero, Predator, Nitrocharge och Adipure.

### Företagssymboler
Företaget är mest känt genom de tre streck som pryder produkterna – die drei Streifen (de tre strecken). De var från början till för att stabilisera de sportskor som man tog fram. Man började så småningom alltmer att använda de tre strecken på sina lagtröjor och utvecklingen tog riktig fart under 1970-talet. De olympiska spelen i München 1972 och VM i fotboll i Västtyskland 1974 ses som milstolpar i Adidas varumärkesutveckling och för den delen kommersialiseringen av idrotten.
Från början hade Adidas en jordglob som symbol men 1972 tog man fram den mest klassiska Adidas-symbolen – Dreiblatt eller trefoil. Under 1990-talet ville Adidas profilera om sig och skrota den gamla symbolen. 1992 skapade man en alternativ symbol som 1996 vidareutvecklades till dagens Adidas-symbol, men Adidas klassiska märke trefoilen visade sig betydligt mer seglivat än Adidas räknat med och har fått nytt liv i företagets Original-kollektioner.

## Adidas-gruppen

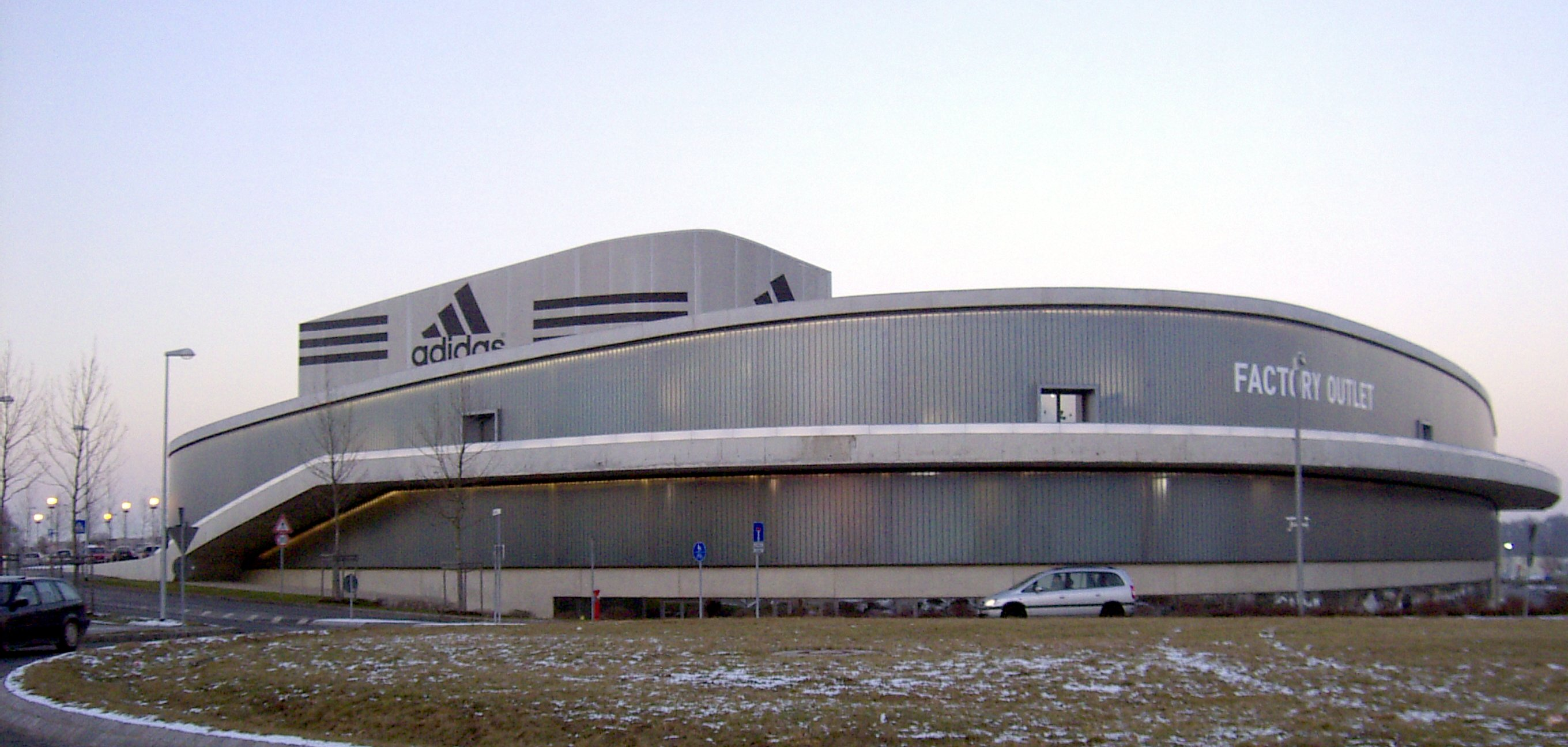
Adidas har länge haft en fabriksbutik i hemstaden Herzogenaurach i Bayern.

Adidas äger fler andra varumärken och moderbolaget heter Adidas Gruppe alternativt Adidas Group. Följande märken och/eller delar ingår i koncernen:
- adidas
  - adidas Sport Performance
  - adidas Sport Heritage
  - adidas Sport Style
- Reebok International Ltd.
- TaylorMade-Adidas Golf
  - TaylorMade
  - adidas Golf
  - Maxfli

## Adidas vs Puma
Adi Dasslers bror Rudolf Dassler grundande konkurrenten Puma, vilket skapade en tidigare stor rivalitet mellan familjedelarna och företagen.

## Adidas sponsring och samarbeten
En rad lag inom olika idrotter har under lång tid använt Adidas. Tysklands herrlandslag i fotboll har sedan 1950-talet samarbetat med Adidas och Adi Dassler hade ett nära samarbete med Tysklands fotbollsförbund vid VM 1954. Adidas sponsrar flera av världens stora landslag och klubblag inom en rad sporter, såväl vinter- som sommaridrott.

### Adidas Originals
Förutom sportkläder gör Adidas retroinspirerade vardagskläder och man använder då den gamla så kallade trefoil-logotypen.

## Milstolpar
- 1920 – Adi Dassler börjar tillverka löparskor.
- 1920 – Adi och Rudi Dassler grundar ett gemensamt företag.
- 1928 – OS-debut för Adidas skor.
- 1936 – Dasslers skor används vid Olympiska sommarspelen 1936.
- 1949 – Adidas grundas i Herzogenaurach.
- 1954 – Västtyskland vinner fotbolls-VM iförda Adidas-skor med dobbar.
- 1962 – Företaget börjar använda de tre strecken även på kläder.
- 1970 – Den officiella bollen i VM i fotboll är från Adidas.
- 1972 – Olympiska sommarspelen 1972 – Adidas är officiell leverantör.
- 1972 – Adidas lanserar sin trefoil-logotyp.
- 1974 – VM i fotboll 1974: Adidas har för första gången de tre strecken på lagtröjor i fotbolls-VM.
- 1974 – Adidas köper franska Le Coq Sportif.
- 1975 – Adidas lanserar Beckenbauer-shorts med blankt nylontyg. Shortsen blev en storsäljare och trendsättande för fotbollsshortsen under 1970- och 1980-talet. Även kallade WM-shorts.
- 1978 – Adi Dassler avlider. Sonen Horst tar över företaget.
- 1986 – Hiphopgruppen Run DMC gör låten "My Adidas".
- 1987 – Horst Dassler avlider. Företaget går ur familjens ägo.
- 1995 – Adidas säljer Le Coq Sportif och börsnoteras.
- 1996 – Ny logotyp (trefoil-logotypen endast på retromodellerna).
- 1997 – Adidas går samman med franska Salomon och bildar Adidas-Salomon AG.
- Företaget lanserar Adidas Originals där man återlanserar företagets klassiska skor och kläder.
- 2001 – Herbert Hainer ny Adidas-chef.
- 2005 – Salomon-delen säljs till Amer Sports.
- 2005 – Adidas köper Reebok.
- 2006 – VM i fotboll hemma i Tyskland med omfattande marknadsföring.